# Can Serra (metrostation)
Can Serra is een station van de metro in Barcelona. Het is gelegen in zone 1 en de wijk L'Hospitalet de Llobregat
Vanaf dit station rijdt metrolijn 1 in de richting Hospital de Bellvitge (west) en Fondo (oost). Het station ligt onder de Avinguda de Can Serra en naast de Avinguda d'Isabel La Católica.
Het station is in 1987 geopend.
Hospital de Bellvitge · Bellvitge · Av. Carrilet · Rambla Just Oliveras · Can Serra · Florida · Torrassa · Santa Eulàlia · Mercat Nou · Plaça de Sants · Hostafrancs · Espanya · Rocafort · Urgell · Universitat · Catalunya · Urquinaona · Arc de Triomf · Marina · Glòries · Clot · Navas · La Sagrera · Fabra i Puig · Sant Andreu · Torras i Bages · Trinitat Vella · Baró de Viver · Santa Coloma · Fondo